# Rue Masterskaïa

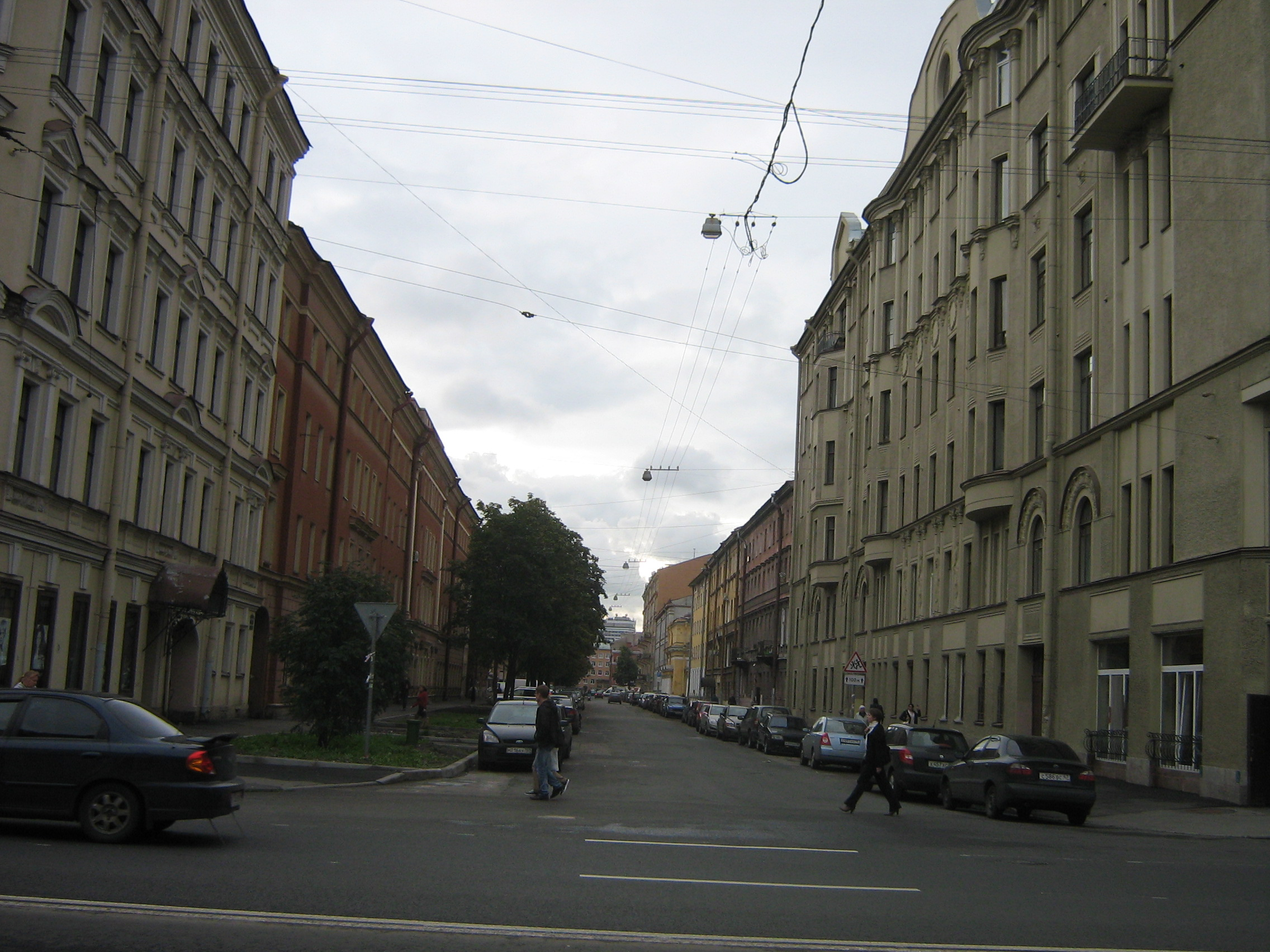
Vue de la rue à partir de la rue des Décembristes.

La rue Masterskaïa (Мастерска́я улица, rue des Ateliers) est une rue de Saint-Pétersbourg en Russie dans le district de l'Amirauté. Elle commence rue des Décembristes et se termine perspective Rimski-Korsakov.

## Histoire du nom
Le 20 août 1739, la voie prend le nom de « rue des Officiers » (Ofitserskaïa oulitsa), à cause du fait qu'il était question d'y construire une maison des officiers de l'Amirauté. En 1776, on commence à l'appeler petite rue Masterskaïa (petite rue des Ateliers), car de nombreux ateliers d'artisans ouvrent pour le département de l'Amirauté. On l'appelle aussi à la même époque, la « rue boueuse ».
Son nom actuel lui est donné le 24 septembre 1912 lorsque la grande rue Masterskaïa est renommée en perspective Lermontov.

## Histoire
Cette rue a été percée dans la première moitié du XVIIIe siècle.

## Lieux remarquables

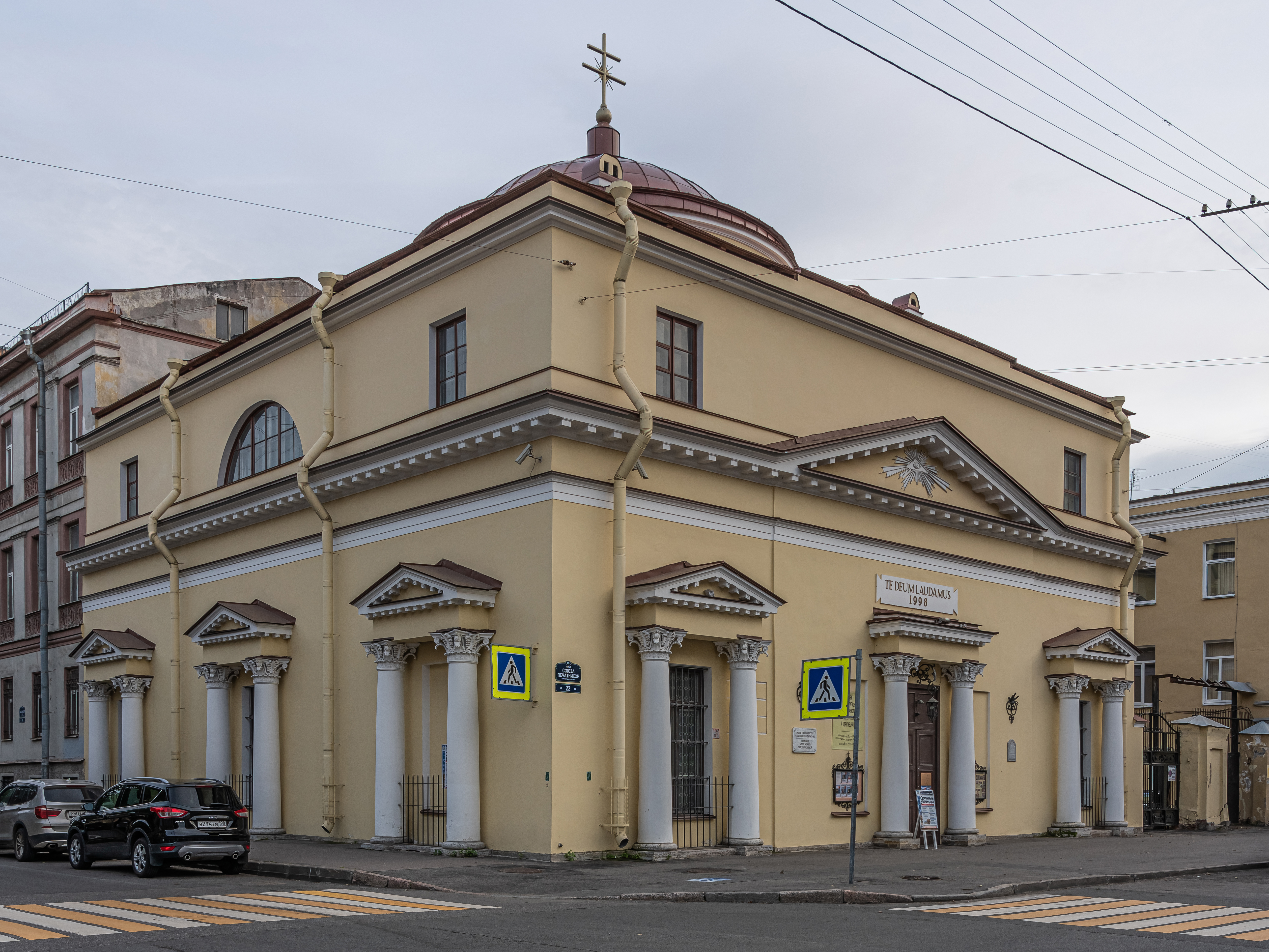
Vue de l'église Saint-Stanislas.

- N° 1 : Immeuble de rapport pour la paroisse luthérienne estonienne Saint-Jean, construit en 1909-1911 en style moderne nordique par M. Kh. Doubinski.
- N° 2 : Immeuble de rapport à l'angle de la rue des Décembristes, de style éclectique, construit en 1899 par F. Rozinski
- N° 4 : École de chorale Glinka, dans l'ancien orphelinat Stieglitz, construit en 1880.
- N° 5 : Hôtel particulier Voronine, construit par Pavel Suzor en 1872
- N° 9 : Église Saint-Stanislas (de culte catholique), d'architecture néoclassique (monument protégé)[3], construite en 1825 par David Visconti et ancienne école paroissiale catholique Bogusz-Siestrzencewicz[4] (du nom du premier archevêque métropolitain catholique de Toutes les Russies), fondée en 1829 et construite ici par Geronimo Corsini en 1841-1842 en style néoclassique. Tenue d'abord par les piaristes, elle comptait plus de deux cents élèves en 1917[5].
- N° 10 : Immeuble de rapport construit en 1856 et 1889 par Heidenreich et Lytkine à l'angle de la rue du Syndicat-des-Imprimeurs.